# Aleksandr Almetov
Aleksandr Davletoviyj Almetov, ryska: Александр Давлетович Альметов, född 18 januari 1940 i Kiev, Sovjetunionen, död 21 januari 1992, Moskva, Ryssland, var en ishockeyspelare som spelade forward för HK CSKA Moskva och för Sovjetunionens herrlandslag i ishockey.
Med CSKA Moskva vann Aleksandr Almetov sju sovjetiska mästerskap i ishockey, 1959-1961, 1963-1966, och gjorde flest mål i 1964 års mästerskap med fyrtio mål. Almetov spelade med Sovjetunionens landslag mellan 1959 och 1967. Totalt spelade Almetov 109 landskamper och gjorde 75 mål. Almetov bildade en av de mest ryktbara kedjorna i sovjetisk ishockey från tidigt 1960-tal. Tillsammans med sina lagkamrater från CSKA Moskva, Veniamin Aleksandrov och Konstantin Loktev, gjorde de mer än 250 mål på cirka 100 matcher. Almetov vann guld- och bronsmedalj vid de olympiska vinterspelen, vann VM-guld fem gånger, 1963-1967, och två VM-bronsmedaljer, 1960-1961. Almetov erövrade vidare sex Europamästerskapstitlar, 1960 och 1963-1967, och ett EM-silver 1961.